# Mustapha El Biyaz
Mustapha El Biyaz (arabe : مصطفى البياز) (né le 12 février 1960 à Taza au Maroc) est un joueur de football international marocain, qui évoluait au poste de défenseur.

## Biographie

### Carrière en sélection
Avec l'équipe du Maroc, il joue entre 1980 et 1988. 
Il figure dans le groupe des sélectionnés lors de la coupe du monde de 1986. Lors du mondial organisé au Mexique, il joue trois matchs : contre la Pologne, l'Angleterre, Portugal.
Il participe également aux CAN de 1986 et de 1988, ainsi qu'aux JO de 1984.

## Les sélections en équipe nationale
1. 14/08/1983 Benin City : Nigeria vs Maroc 0 - 0 Elim. CAN 1984
2. 28/08/1983 Rabat : Maroc vs Nigeria 0 - 0 (3 - 4) Elim. CAN 1984
3. 13/09/1983 Mohammedia : Maroc vs Libye 2 - 0 Jeux Méd
4. 15/09/1983 Casablanca : Maroc vs Egypte 2 - 1 Demi-finale Jeux Méd
5. 15/01/1984 Côte d’ivoire - Maroc à Abidjan 3 - 3 Amical…………………….1 but
6. 04/02/1984 Casablanca : Maroc - Bulgarie 1 - 1 Amical
7. 23/06/1984 Casablanca : Maroc vs Sénégal 2 - 1 Amical
8. 30/06/1984 Sierra Leone - Maroc Freetown 0 - 1 Elim. CM 1986
9. 15/07/1984 Maroc – Sierra Leone à Rabat 4 - 0 Elim. CM 1986
10. 24/10/1984 Maroc - Canada à Rabat 3 - 2 Amical
11. 02/01/1985 Tripoli : Libye vs Maroc 0 - 0 Amical
12. 02/02/1985 Cochin (Inde) : URSS vs Maroc 1 - 0 Demi-finale NEHRU Cup
13. 07/04/1985 Maroc - Malawi à Rabat 2 - 0 Elim. CM 1986
14. 21/04/1985 Malawi - Maroc à Blantyre 0 - 0 Elim. CM 1986
15. 12/07/1985 Le Caire : Egypte vs Maroc 0 - 0 Elim. CM 1986
16. 04/08/1985 Mohammedia : Maroc vs Somalie 3 - 0 Jeux Panarabes
17. 07/08/1985 Rabat : Maroc vs Tunisie 2 - 2 Jeux Panarabes
18. 16/08/1985 Rabat : Maroc vs Irak Rabat 0 - 1 Finale Jeux Panarabes
19. 25/08/1985 Casablanca : Maroc vs Zaire 1 - 0 Elim. CAN 1986
20. 06/10/1985 Maroc - Libye à Rabat 3 - 0 Elim. CM 1986
21. 18/10/1985 Benghazi : Libye vs Maroc 1 - 0 Elim. CM 1986
22. 19/02/1986 Maroc - Bulgarie à Rabat 0 – 0 Amical
23. 08/03/1986 Algérie - Maroc à Alexandrie 0 - 0 CAN 1986
24. 11/03/1986 Cameroun - Maroc à Alexandrie 1 - 1 CAN 1986
25. 14/03/1986 Zambie - Maroc à Alexandrie 0 - 1 CAN 1986
26. 17/03/1986 Egypte - Maroc Le Caire 1 - 0 ½ Finale CAN 1986
27. 23/04/1986 Belfast : Irlande du Nord vs Maroc 2 - 1 Amical
28. 02/06/1986 Pologne - Maroc à Monterrey 0 - 0 C.M 1986
29. 06/06/1986 Angleterre - Maroc à Monterrey 0 - 0 C.M 1986
30. 11/06/1986 Portugal - Maroc à Guadalajara 1 - 3 C.M 1986
31. 09/06/1987 Australie - Maroc à Kangnung 1 - 0 President's Cup
32. 13/03/1988 Maroc - Zaire à Casablanca 1 - 1 CAN 1988
33. 16/03/1988 Maroc - Algérie à Casablanca 1 - 0 CAN 1988
34. 19/03/1988 Maroc – Côte d’ivoire Casablanca 0 - 0 CAN 1988
35. 23/03/1988 Maroc – Cameroun Casablanca 0 - 1 ½ finale CAN 1988
36. 26/03/1988 Maroc - Algérie Casablanca 1 - 1 (4 - 5) Classement CAN 1988

## Les matchs "B" et olympiques
1. 15/05/1983 Conakry : Guinée vs Maroc 0 - 0 Elim. JO 1984
2. 29/05/1983 Casablanca : Maroc vs Guinée 3 - 0 Elim. JO 1984
3. 09/09/1983 Mohammedia : Maroc vs Grèce 0 - 0 Jeux Méd 1983
4. 17/09/1983 Casablanca Maroc v Turquie 'B' 3 - 0 Finale J.M 1983
5. 25/09/1983 Casablanca : Maroc vs Sénégal 1 - 0 Elim. JO 1984
6. 11/02/1984 Lagos : Nigeria v Maroc 0 - 0 Elim. JO 1984
7. 26/02/1984 Casablanca : Maroc v Nigeria 0 - 0 (4-3p) Elim. JO 1984
8. 30/07/1984 Palo Alto : Allemagne Ouest vs Maroc 2 - 0 J.O 1984
9. 03/08/1984 Pasadena : Brésil vs Maroc 2 - 0 J.O 1984
10. 22/01/1985 : Ernakulam (Inde) Maroc - Algérie B : 4-0 Nehru cup………………1 but
11. 26/01/1985 : Ernakulam Maroc - Corée sud U23 : 2-2 Nehru cup……………….1 but
12. 13/08/1985 Maroc - Algérie "B" 1 - 0 Demi-finale Jeux Panarabes
13. 11/06/1987 Gyeongju (Corée du sud) Corée sud "B" vs Maroc 1 - 0 Coupe du Président
14. 17/06/1987 Incheon : Maroc v Chile "B" 3 - 1 Coupe du Président Coréen
15. 01/11/1987 Abidjan : Côte d'Ivoire vs Maroc 0 - 0 Elim. JO 1988
16. 15/11/1987 Casablanca : Maroc vs Côte d'Ivoire 2 - 1 Elim. JO 1988……………1 but

## Palmarès
- Vice-champion du Maroc en 1987 avec le Kawkab de Marrakech
- Vainqueur de la Coupe du Trône en 1987 avec le Kawkab de Marrakech